# 第45回世界卓球選手権団体戦
第45回世界卓球選手権団体戦（だい45かいせかいたっきゅうせんしゅけんだんたいせん）は2000年2月19日から2月26日までマレーシアのクアラルンプールで開催された。当初は1999年4月26日から5月9日までユーゴスラビアのベオグラードで個人戦と団体戦の両方が開催される予定だった。ところが、コソボ・メトヒヤ自治州の紛争が激化した関係で、スウェーデンの卓球協会がボイコットを始めた。これを重くみた国際卓球連盟では、選手の安全を考慮して中止を決定。代替措置として、個人戦と団体戦を分割開催することを決定、個人戦は、1999年8月2日から9日まで、オランダ・アイントホーフェンで開催されていた。
緊急処置として行われた個人戦と団体戦の分離開催だが、この出来事により世界卓球選手権の運営自体が見直されることになった。そもそも個人戦と団体戦を2週間で行うのは選手に大きい負担になる。そこで、すでに開催準備を進めていた第46回世界卓球選手権のみ団体戦と個人戦を同時に行い、これ以降は奇数年は個人戦、偶数年は団体戦が行われるようになった。

## 結果
男子はスウェーデンが7年ぶりに王座を奪回した。特にヨルゲン・パーソンは決勝で2勝するなど大活躍を見せた。後日中国のテレビ局が主催となって、中国で同じメンバー・同じオーダーで再戦する、という企画が行われた。その際は3-2で中国チームが勝利した。3位のイタリアは、帰化選手のヤン・ミンがチームを引っ張り、世界ランキングが100位台の若手選手が奮闘した。準決勝でもマッシミリアーノ・モンデロがトップでパーソンを破るなど、勢いがあった。
女子は中国が磐石の体制で、4連覇を達成した。しかし、準決勝では王楠が、決勝では張怡寧が破れて、完全試合とまではいかなかった。
なお、この大会での臨時総会で、40mmボールを採用することを採択。国際大会ではシドニーオリンピック後の10月1日から40mmボールを使うことになった。
- 男子
  - 金メダル： スウェーデン
  - 銀メダル： 中国
  - 銅メダル： 日本
  - 銅メダル： イタリア

- 女子
  - 金メダル： 中国
  - 銀メダル： チャイニーズタイペイ
  - 銅メダル： 韓国
  - 銅メダル： ルーマニア

## 日本人選手の成績
以下の選手が参加した。
- 男子
  - 偉関晴光、松下浩二、渋谷浩、田崎俊雄、遊澤亮
- 女子
  - 羽佳純子、坂田倫子、坂田愛、西飯由香、小西杏

女子は小山ちれが内定していたが、ケガの影響で出場をキャンセル。この年の1月に行われたジャパントップ12卓球大会で優勝した羽佳純子が代替出場となった。
男子は15年ぶりにメダルを獲得した。予選リーグではポーランドとドイツに接戦になるも、松下浩二が予選リーグで全勝する活躍ぶりで、リーグ1位で通過した。準々決勝のチャイニーズタイペイ戦では、エースの松下を3番に敢えて下げて確実に1勝する作戦に出た。それが功を奏し、相手のエース蔣澎龍には2敗するも、偉関、田崎、松下がそれぞれ1勝ずつ挙げて準決勝へ進んだ。準決勝では中国に田崎がトップで1ゲームを奪うにとどまった。
女子は予選リーグでドイツに敗れてリーグ2位で通過。決勝トーナメント1回戦でスウェーデンをストレートで破ったが準々決勝では韓国に1-3で負けて5位となった。